# Henschel Hs 129
L'Henschel Hs 129 era un bimotore da attacco al suolo ad ala bassa prodotto dall'azienda tedesca Henschel Flugzeugwerke AG negli anni quaranta.
Specializzato nell'attacco contro i carri armati, venne impiegato dalla Luftwaffe durante la seconda guerra mondiale.

## Storia del progetto

### Prima versione
Il progetto nacque in risposta alla richiesta di un piccolo bimotore per attacco al suolo da parte del Reichsluftministerium nel 1937.
Il primo velivolo, l'Hs 129 V1, ebbe il battesimo dell'aria nella primavera del 1939 e fu seguito da altri due prototipi. Questi esemplari, dotati di abitacoli sacrificati, erano armati con due cannoni da 20 mm e due mitragliatrici da 7,92 mm, ma si rivelarono difficili da controllare a causa della potenza insufficiente fornita dai due motori in linea Argus As 410A da 465 CV.
Furono comunque ordinate otto unità di preproduzione Hs 129 A-0, alcune delle quali andarono alla 5(Schlacht)/LG2 della Luftwaffe nel tardo autunno del 1940 per effettuare valutazioni; i difetti di questi aerei, però, furono tanto evidenti da spingere la Luftwaffe a rifiutare il modello per il servizio operativo.

### Seconda versione
Fu così che, all'inizio del 1941, due Hs 129 A-0 furono dotati di motori radiali Gnome-Rhône 14M4/5 e modificati nell'abitacolo, allo scopo di servire come aerei sperimentali per la serie di preproduzione Hs 129 B-0, 10 dei quali furono consegnati dalla fine del 1941. L'esordio fu molto più soddisfacente sicché il modello B entrò in produzione nel 1942. In totale, fino al settembre 1944, furono costruiti 879 Hs 129, prototipo compreso.

## Tecnica

### Sistemi d'arma
L'armamento di base dello Hs 129B-1 era ancora costituito dalle due mitragliatrici MG 17 da 7,92 mm e dai due cannoni MG 151 da 20 mm, ma in questa sede furono introdotte molte variazioni. Per esempio, sotto la fusoliera dello Hs 129 B-1/R2 fu sistemato un cannone da 30 mm, mentre il tipo B-1/R3 ricevette quattro mitragliatrici da 7,92 mm aggiuntive e il B-1/R4 fu messo in grado di caricare varie combinazioni di bombe, comprese 96 mine antiuomo SD-2. Il B-1/5, infine, era una versione fotoricognitrice. In queste designazioni la "R" stava per Rüstsätze, ovvero un "kit" di conversione che poteva essere installato sull'aereo di base direttamente sul campo, anziché essere costruito in fabbrica.

## Impiego operativo
I primi Hs 129 B-1 furono consegnati nella primavera del 1942 e l'aereo divenne operativo sul fronte orientale in maggio. L'Hs 129 combatté principalmente proprio in questo teatro di guerra, ma alcune unità entrarono in azione anche sul Mediterraneo e nel Nordafrica.
A metà del 1943 l'aereo aveva un impiego significativo a oriente, dove si rivelò ottimo come anticarro e in altri ruoli d'attacco generici. La spessa corazzatura dei carri sovietici KV-1 e T-34, comunque, portò a un ulteriore aumento dell'armamento con la serie Hs 129 B-2, dotata di armi ancora più pesanti in una gondola posta sotto la fusoliera. Ma non fu sufficiente: la necessità di disporre di un calibro maggiore portò allo schieramento in campo, a metà del 1944, dello Hs 129 B-3, che montava un grosso cannone anticarro da 75 mm, con 12 proiettili da 12 chilogrammi. Di questa versione furono costruiti solo pochi esemplari, ma si trattò comunque di uno degli aerei fra i più pesantemente armati del conflitto.

## Utilizzatori
Germania
- Luftwaffe

 Romania
- Forțele Aeriene Regale ale României

 Ungheria
- Magyar Királyi Honvéd Légierő